# Andrena subaustralis
Andrena subaustralis är en biart som beskrevs av Cockerell 1898. Andrena subaustralis ingår i släktet sandbin, och familjen grävbin. Inga underarter finns listade i Catalogue of Life.